# 835 (číslo)
Osm set třicet pět je přirozené číslo, které následuje po čísle osm set třicet čtyři a předchází číslu osm set třicet šest. Římskými číslicemi se zapisuje DCCCXXXV.

## Matematika
835 je:
- Poloprvočíslo
- Motzkinovo číslo
- Nešťastné číslo

## Astronomie
- (835) Olivia je planetka hlavního pásu, kterou objevil v roce 1916 Max Wolf

## Roky
- 835
- 835 př. n. l.